# Kalksteen van Meerssen
De Kalksteen van Meerssen is een serie gesteentelagen in de ondergrond van het zuidwesten van het Nederlandse Zuid-Limburg. De Kalksteen van Meerssen is onderdeel van de Formatie van Maastricht en stamt uit het laatste deel van het Krijt (het Maastrichtien, ongeveer 68 miljoen jaar geleden) en het eerste deel van het Paleogeen (het Danien).
De kalksteen is vernoemd naar de Zuid-Limburgse plaats Meerssen.

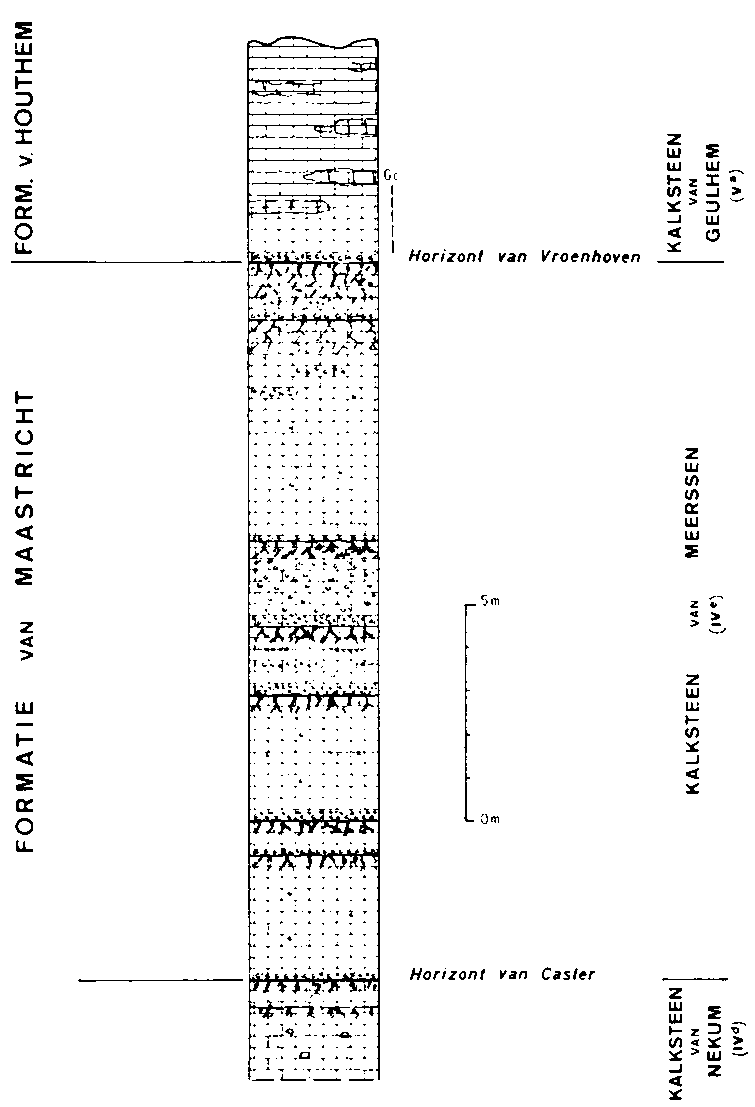
Lithologisch profiel van de typelocatie van de Kalksteen van Meerssen en de Kalksteen van Geulhem. Groeve Curfs (62A-13) te Geulhem

## Stratigrafie
Normaal gesproken ligt de Kalksteen van Meerssen boven op de oudere Kalksteen van Nekum, ook onderdeel van de Formatie van Maastricht. Bovenop de kalksteenlaag van Meerssen ligt het Horizont van Vroenhoven, met daarboven de Formatie van Houthem. Tussen de kalksteenlagen Meerssen en Nekum bevindt zich de Horizont van Caster. In het bovenste gedeelte van de kalksteen bevindt zich de Horizont van Berg en Terblijt die in Zuid-Limburg de Krijt-Paleogeengrens vormt.

## Gebied
In de Ackermansgroeve, Geulhemmergroeve, Groeve in de Dolekamer, Curfsgroeve, ENCI-groeve Groeve Theunissen I, Groeve Theunissen II, Apostelgroeve en Groeve De Keel werd Kalksteen van Meerssen gewonnen.

## Kalksteen
De Kalksteen van Meerssen is grof tot zeergrofkorrelig en geelwit van kleur. Deze laag kent geen vuurstenen. De dikte van deze kalksteenlaag is gemiddeld vijf tot twaalf meter.
De typelocatie van de Kalksteen van Meerssen is de Curfsgroeve bij Geulhem.

## Zie ook

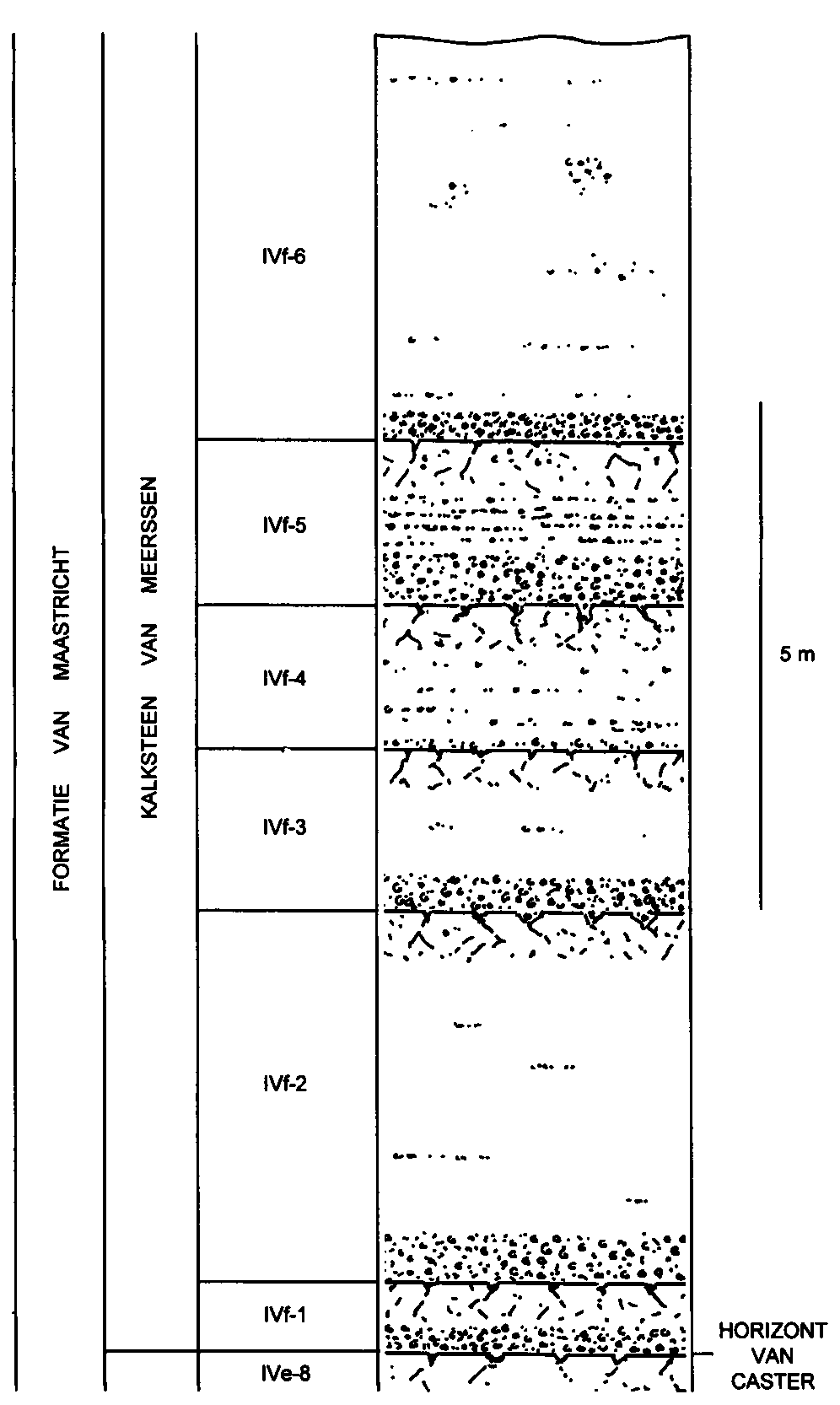
Lithologisch profiel van de Kalksteen van Meerssen in de ENCI
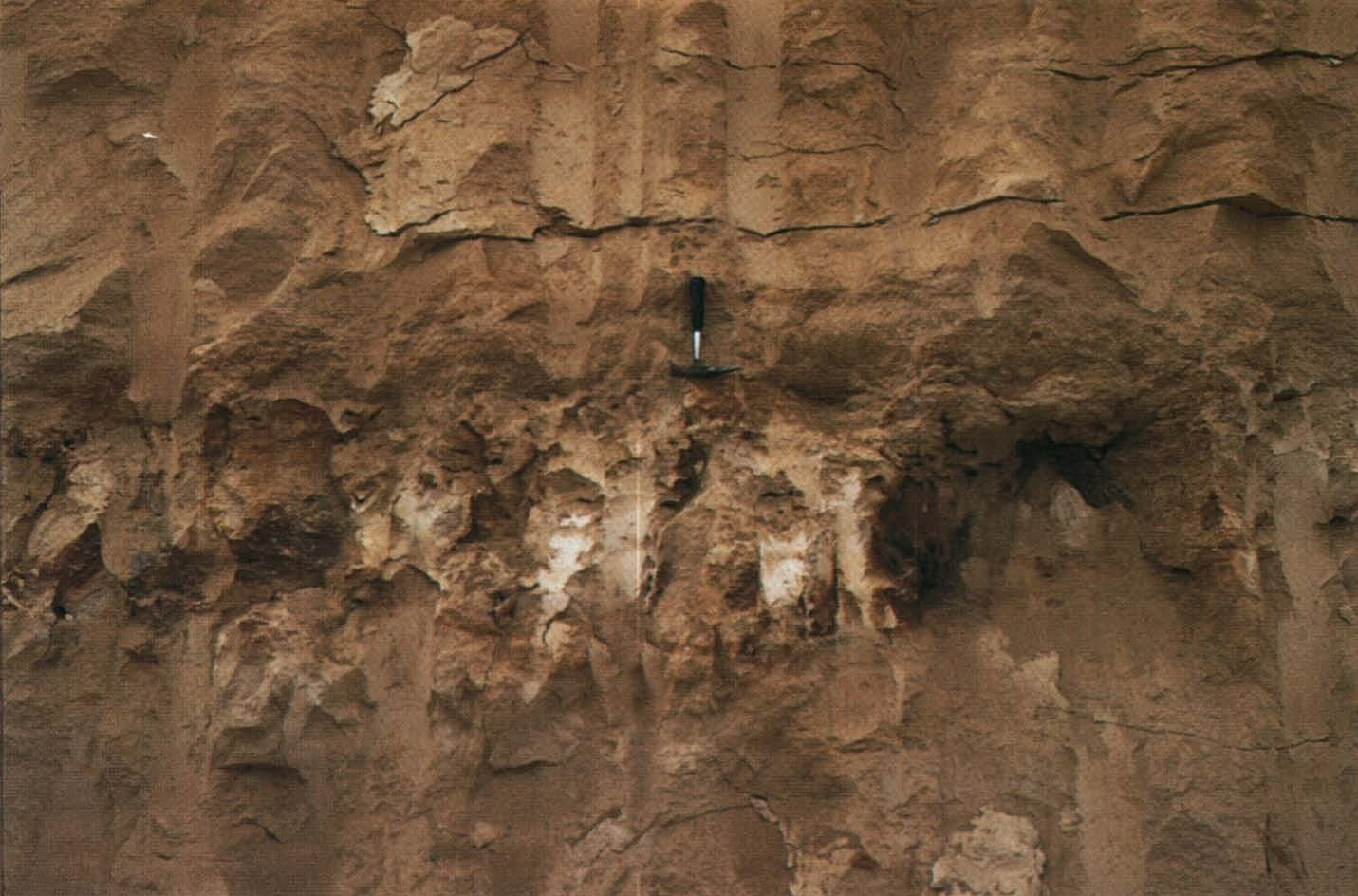
Hardground in de Kalksteen van Meerssen in de ENCI